# Cause and Effect (Star Trek: The Next Generation)
"Cause and Effect" é o décimo oitavo episódio da quinta temporada da série de ficção científica estadunidense Star Trek: The Next Generation. É o 118º episódio geral da série e foi exibido pela primeira vez nos Estados Unidos por redifusão em 23 de março de 1992. Foi escrito por Brannon Braga e dirigido por Jonathan Frakes. The Next Generation se passa no século XXIV e acompanha as aventuras da tripulação da nave estelar USS Enterprise-D. Neste episódio, a Enterprise fica presa em um loop temporal que termina com sua destruição e a morte de todos a bordo depois de uma colisão com outra nave.
Braga desenvolveu o episódio porque queria escrever uma história de viagem no tempo diferente do que normalmente era feito. Frakes achou desafiador filmar as mesmas cenas várias vezes e fazê-las parecerem diferentes, trabalhando junto com o diretor de fotografia Marvin V. Rush e o cinegrafista Waverly Smothers para criarem ângulos diferentes para a câmera. A miniatura da Bozeman era uma modificação da USS Reliant do filme Star Trek II: The Wrath of Khan. "Cause and Effect" teve bons números de audiência e foi bem recebido pela crítica especializada, que elogiou o roteiro de Braga e a direção de Frakes.

## Enredo
A USS Enterprise fica presa em um loop temporal. Todo loop começa com os oficiais graduados jogando pôquer e continua por um dia até encontrarem uma anomalia espacial. Uma nave desconhecida pertencente à Federação dos Planetas Unidos emerge da anomalia em uma rota de colisão com a Enterprise. O comandante William Riker sugere descomprimir o hangar principal para tirar a Enterprise do caminho, enquanto o tenente-comandante Data sugere usar um raio trator e empurrar a outra nave para longe. O capitão Jean-Luc Picard escolhe a sugestão de Data, porém isto fracassada e a outra nave bate em uma das naceles da Enterprise, causando uma falha crítica e a destruição da Enterprise pouco depois, momento em que o loop é reiniciado.
A tripulação inicialmente não tem ciência de que o loop está ocorrendo, porém a doutora Beverly Crusher começa a ouvir vozes quando vai dormir. Os outros oficiais começam a sentirem déjà vus em loops seguintes e percebem que podem prever quais cartas Data irá tirar durante o pôquer. Crusher consegue gravar as vozes que ouve e descobre que são dos tripulantes em pânico. Os oficiais deduzem que estão dentro de um loop temporal e que as vozes ouvidas são deles mesmos em loops anteriores, pouco antes da destruição da Enterprise. Eles determinam que o loop reinicia depois da colisão, mas não sabem como evitar esse evento. Data sugere usar seu cérebro positrônico para enviar uma curta mensagem para si mesmo no loop seguinte, possivelmente ajudando a evitar a colisão. Data envia a mensagem logo depois da colisão.
No loop seguinte, Crusher novamente sente um déjà vu durante o jogo de pôquer, porém desta vez todas as cartas que Data tira do baralho são do número três, seguido por vários conjuntos de três cartas do mesmo naipe. O número três começa a aparecer por toda a nave à medida que a tripulação novamente determina que estão em um loop temporal. Quando chegam na anomalia e a outra nave aparece, Data percebe que o três indica o número de pontos de patente do uniforme de Riker e rapidamente executa a sugestão de Riker em vez da sua própria. Isto funciona e a Enterprise sai do caminho da outra nave, quebrando o loop. Eles descobrem que ficaram presos no loop por dezessete dias, enquanto a outra nave, a USS Bozeman, estava desaparecia há mais de noventa anos. Picard dá boas-vindas ao século XXIV para os tripulantes da Bozeman.

## Produção

### Roteiro

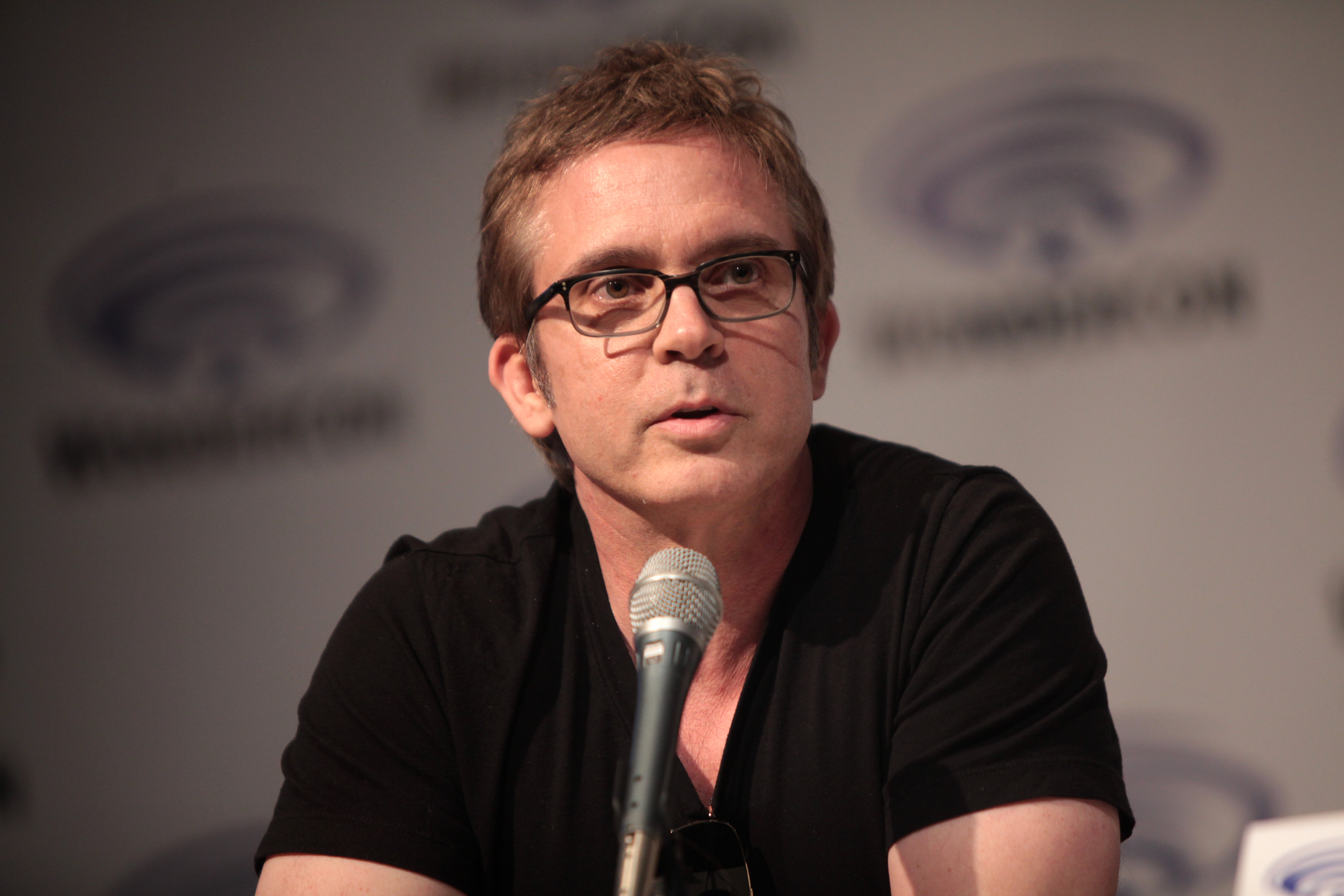
O roteirista Brannon Braga tentou com "Cause and Effect" criar um tipo diferente de história de viagem no tempo

O roteiro de "Cause and Effect" foi escrito por Brannon Braga, que tentou escrever um episódio com viagem no tempo sem usar um enredo de "linhas do tempo bagunçadas". Sua primeira ideia foi criar uma história contando o mesmo evento a partir de perspectivas diferentes, como o filme Rashōmon. Entretanto, ele não conseguiu fazer seu conceito original se encaixar em um episódio de uma hora e assim alterou a ideia para um loop temporal. Braga achou que a destruição da USS Enterprise era o melhor começo possível, ficando satisfeito de como conseguiu amarrar o jogo de pôquer ao enredo geral. O roteirista atribuiu a inclusão do pôquer, que não estava nos seus planos originais, à uma onda de açúcar depois de comer várias panquecas. Braga nomeou a USS Bozeman em homenagem à sua cidade natal de Bozeman, em Montana, enquanto o número de registro NCC-1941 é uma referência ao filme 1941.
Braga inicialmente não sabia como tirar a tripulação do loop nem qual seria a mensagem passada para um loop futuro, assim pediu ajuda para seus colegas roteiristas. Ele também considerou que sua maior dificuldade no episódio, além da resolução, foi a cena em Geordi LaForge explica para os oficiais da Enterprise como a nave ficou presa no loop temporal, comentando que "Foi minha primeira grande cena de 'baboseira tecnológica', então não podia apenas soar legal. Tinha que soar plausível. Tinha que resolver todas as pistas que estavam acumulando". Braga decidiu adicionar algumas falas chocantes, como LaForge afirmando que eles poderiam estar presos no loop há anos. O produtor executivo Michael Piller fez com que Braga reescrevesse a cena várias vezes, com o roteirista trabalhando nela inclusive durante a pausa para o natal de 1991.

### Filmagens e efeitos
Membros do elenco inicialmente ficaram confusos ao lerem o roteiro pela primeira vez, achando que era uma piada. O papel do capitão Morgan Bateson da USS Bozeman foi oferecido ao ator Kelsey Grammer. Ele era um fã de Star Trek e na época estava filmando a série Cheers nos estúdios da Paramount Television, perto de onde Star Trek: The Next Generation era filmada. Os produtores também queriam Kirstie Alley, colega de elenco de Grammer em Cheers, em uma pequena aparição atrás de Bateman na Bozeman como a sua personagem Saavik, que tinha interpretado no filme Star Trek II: The Wrath of Khan, porém isto não foi possível por problemas de cronograma.
Jonathan Frakes, o intérprete de William Riker, foi o diretor de "Cause and Effect" e se preparou durante as filmagens do episódio "The Outcast". Ele achou que foi desafiador filmar as mesmas cenas com os mesmos diálogos várias vezes de modo a fazê-las parecerem diferentes. O diretor de fotografia Marvin V. Rush trabalhou com o cinegrafista Waverly Smothers no desenvolvimento de um acessória para a câmera usando uma corda elástica, o que permitiu um estilo diferente de filmagem. Frakes também trabalhou em casa, planejando planos com o objetivo de garantir que cada loop tivesse uma variedade. O produtor executivo Rick Berman deixou claro que nenhuma imagem poderia ser reusada e que cada loop deveria ter suas próprias imagens. Desta forma, Frakes filmou ângulos nunca antes usados, como do teto da sala de reuniões a partir do teto e da perspectiva de Riker e da alferes Ro Laren na ponte. Ele também se inspirou em Steven Spielberg e usou um zoom lento para indicar que algum personagem compreendeu sua situação.
A equipe originalmente queria que a Bozeman fosse uma nave da Classe Constitution, similar à USS Enterprise original de Star Trek: The Original Series. Entretanto, não havia miniatura alguma disponível e os custos da criação de uma, junto com os cenários e figurinos, seriam excessivamente caros, assim esses planos foram abandonados. Em vez disso, foi decidido usar a miniatura da USS Reliant de The Wrath of Khan. O projetista de miniaturas Greg Jein e o artista cênico Michael Okuda fizeram alterações na miniatura, removendo a barra e adicionando conjuntos de sensores, criando um novo tipo de nave chamado de Classe Soyuz. A ponte da Bozeman era uma versão modificada do cenário da ponte da Enterprise dos filmes. O supervisor de efeitos visuais Robert Legato organizou os efeitos de miniaturas para "Cause and Effect", criando uma versão grande mas com poucos detalhes da Enterprise para as cenas em que ela explode e também miniaturas apenas das naceles para as cenas da colisão com a Bozeman.

## Repercussão

### Audiência
"Cause and Effect" foi exibido na semana começando em 23 de março de 1992. Não foi ao ar em um dia ou horário específicos porque The Next Generation era transmitida nos Estados Unidos por redifusão. Teve um índice Nielsen de treze, refletindo o percentual de residências que assistiram ao episódio durante sua exibição. Foi o sexto episódio de maior audiência da temporada, atrás das duas partes de "Unification", de "A Matter of Time", "Power Play" e "The Game". Alguns telespectadores ficaram confusos com as cenas semelhantes em cada ato do episódio e chegaram a ligar para suas emissoras locais reclamando, achando que era um problema técnico.

### Crítica
O historiador cultural James Van Hise afirmou que "Cause and Effect" o fascinava por causa da sua natureza "experimental", elogiando a direção de Frakes por salvar o episódio de ser uma série de "repetições potencialmente chatas", comentando que o diretor "claramente tem um domínio firme da série". Keith R. A. DeCandido da Reactor elogiou o modo como Frakes fez com que cada repetição fosse diferente, também descrevendo o roteiro de Braga como um "tour de force". DeCandido também afirmou que "Cause and Effect" tinha "o melhor teaser na história de Star Trek", comentando que era um triunfo do diretor e roteirista e um episódio divertido. Zack Handlen da The A.V. Club também destacou a direção de Frakes e roteiro de Braga, dizendo que um dos "truques" do episódio era que não quebrava suas próprias regras para chegar a uma resolução. Ele resumiu o episódio como "Mais uma vez, [The Next Generation] faz o que faz de melhor: Você pega uma ideia aparentemente boba e então você a faz doer pensando nas consequências".
A equipe criativa também elogiou o episódio. Braga comentou que "Cause and Effect" foi o episódio que mais gostou de escrever em toda quinta temporada, também tendo elogiado Frakes pelo "excelente trabalho" na direção. O próprio Frakes descreveu o episódio como um "teste avançado para diretor", mas comentou que gostou bastante do desafio. Ronald D. Moore, um dos membros da equipe de roteiro de The Next Generation, destacou a qualidade do teaser e a direção de Frakes, afirmando que "Cada vez que passamos pelo loop há uma sensação diferente, uma nuance diferente. Eu acho que [Frakes] fez um trabalho maravilhoso fazendo um programa interessante".

## Mídia caseira
"Cause and Effect" foi lançado no formato VHS nos Estados Unidos e Canadá em 1997. Foi lançado em DVD nos Estados Unidos em 5 de novembro de 2002 como parte da coleção da quinta temporada. Foi relançado em DVD em 17 de novembro de 2009 como parte da compilação The Best of Star Trek: The Next Generation – Volume 2. Foi lançado em Blu-ray nos Estados Unidos em 18 de novembro e no Reino Unido no dia 19 como parte da coleção da quinta temporada.